# ديان لازاريفيتش
ديان لازاريفيتش (بالسلوفينية: Dejan Lazarević)‏ هو لاعب كرة قدم سلوفيني في مركز نصف الجناح، ولد في 15 فبراير 1990 في ليوبليانا في سلوفينيا. شارك مع منتخب سلوفينيا تحت 17 سنة لكرة القدم ومنتخب سلوفينيا تحت 19 سنة لكرة القدم ومنتخب سلوفينيا تحت 21 سنة لكرة القدم ومنتخب سلوفينيا لكرة القدم. أما مع النوادي، فقد لعب مع أنطاليا سبور وكييفو فيرونا ونادي بادوفا ونادي تورينو ونادي جنوى ونادي ساسولو ونادي مودينا.

## وصلات خارجية
- ديان لازاريفيتش على موقع الاتحاد الأوربي (الإنجليزية)
- ديان لازاريفيتش على موقع اتحاد تركيا (لاعب) (الإنجليزية)
- ديان لازاريفيتش على موقع قاعدة بيانات كرة القدم.إي يو (الإنجليزية)
- ديان لازاريفيتش على موقع ناشيونال فوتبول تيمز (الإنجليزية)
- ديان لازاريفيتش على موقع Soccerway.com (الإنجليزية)
- ديان لازاريفيتش على موقع عالم كرة القدم.نت (الإنجليزية)
- ديان لازاريفيتش على موقع AS.com (الإسبانية)